# Nickelglans

Nickelglans är två mineraler av vilka det ena består av nickel (35 %), arsenik och svavel, medan det andra i stället för arsenik innehåller antimon och har 28 % nickel.
Arsenikmineralet, gersdorffit, kristalliserar reguljärt, har grå färg och ungefär samma hårdhet som fältspat. Det förekommer mest med kornig textur och löses i salpetersyra med grön färg under avskiljning av svavel och arseniksyrlighet.
Gersdorffit upptäcktes 1843 och namngavs efter Johann von Gersdorff (1781 – 1849), som var ägare till en nickelgruva i Schladming i Österrike.

## Förekomst
Gersdorffit finns vid en nedlagd gruva i Los i västra Hälsingland och på enstaka platser i Tyskland.
Antimonmineralet, ullmanit, förekommer i malmgångar med kopparkis och zinkblände i Tyskland och på Sardinien.
Där nickelglans förekommer i större mängder används den för utvinning av nickel.